# Rhyparia
Rhyparia är ett släkte av fjärilar som beskrevs av Jacob Hübner 1820. Rhyparia ingår i familjen björnspinnare.
Släktet innehåller bara arten Citrongul igelkottsspinnare, Rhyparia purpurata.

## Bildgalleri

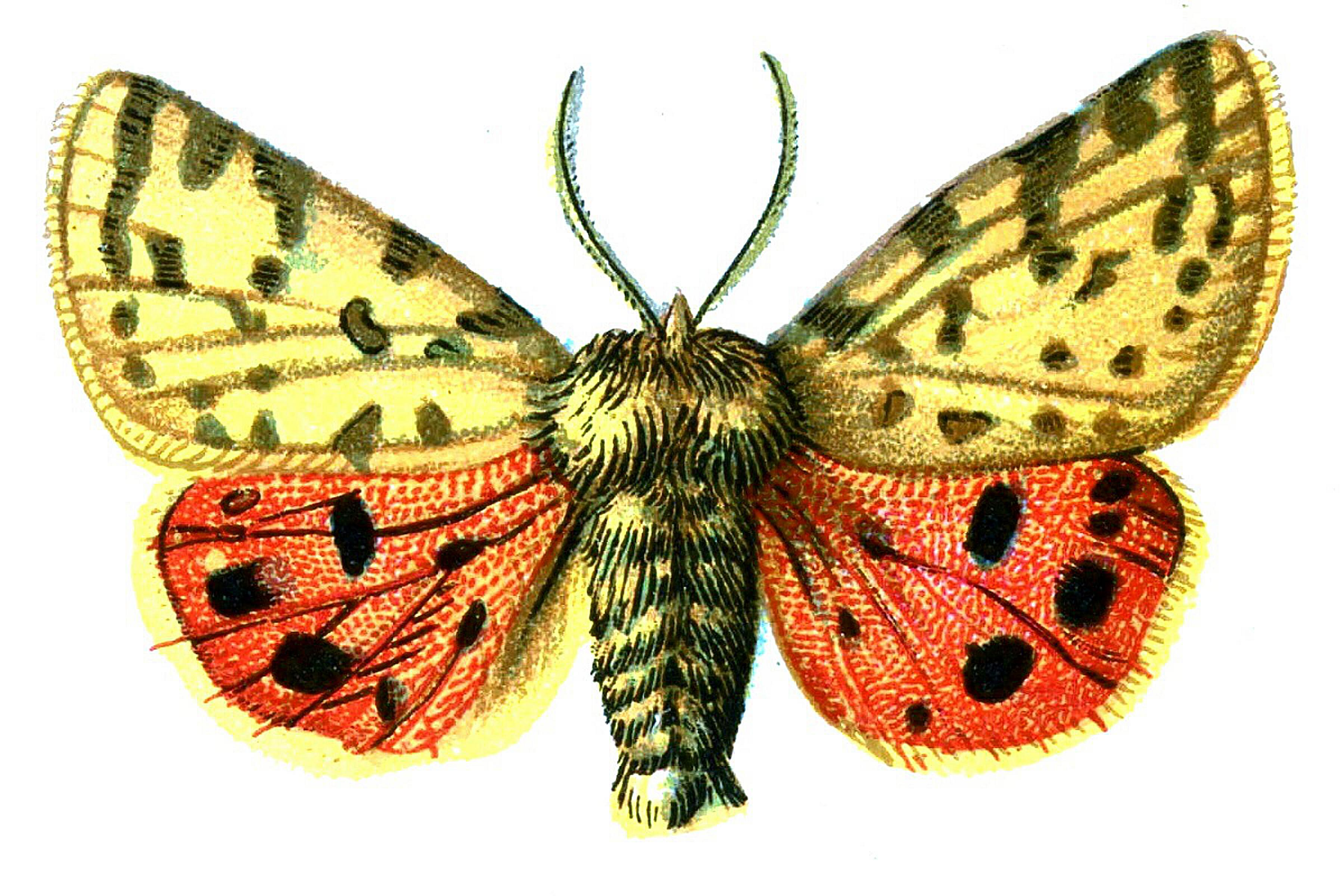
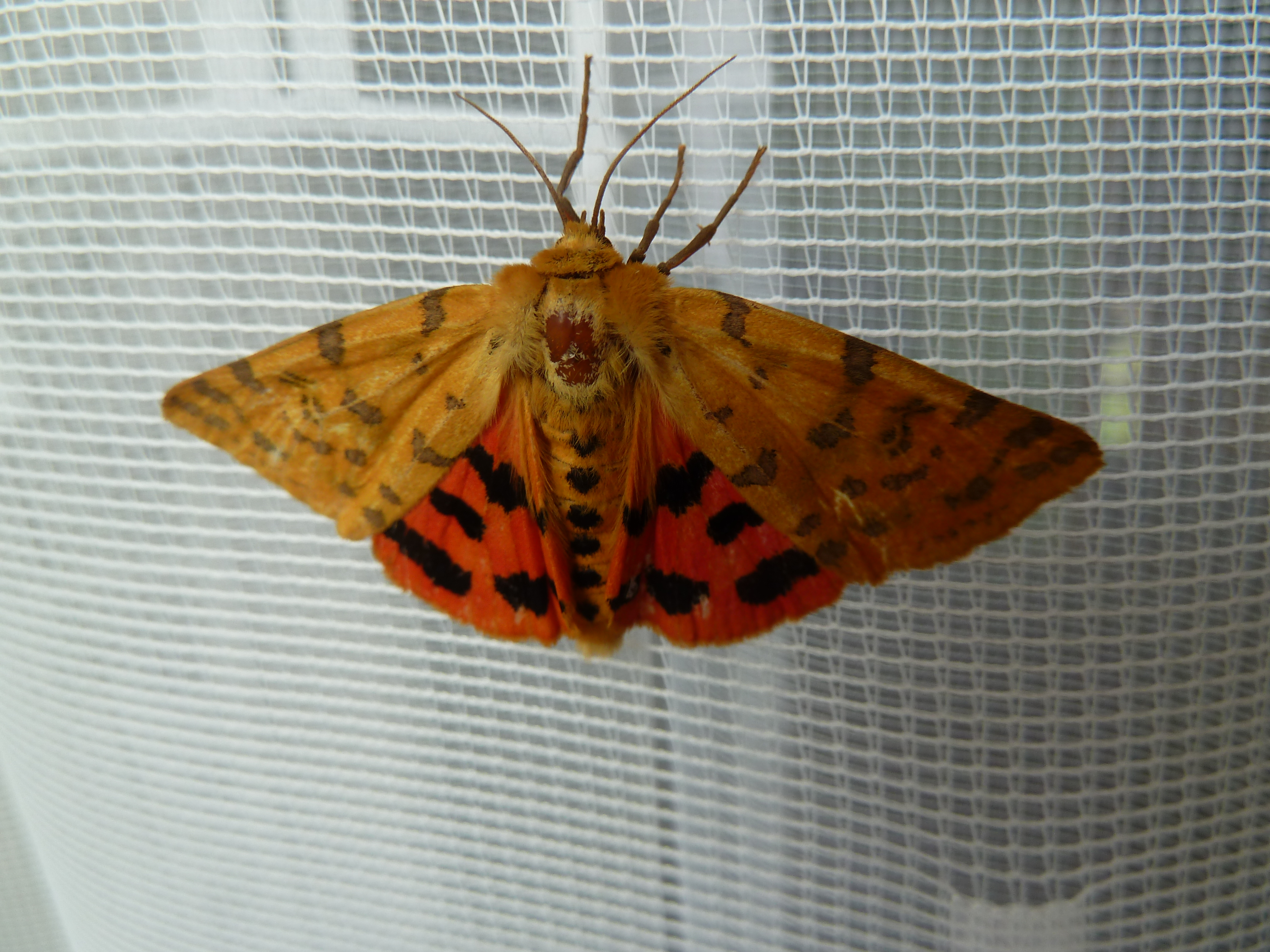
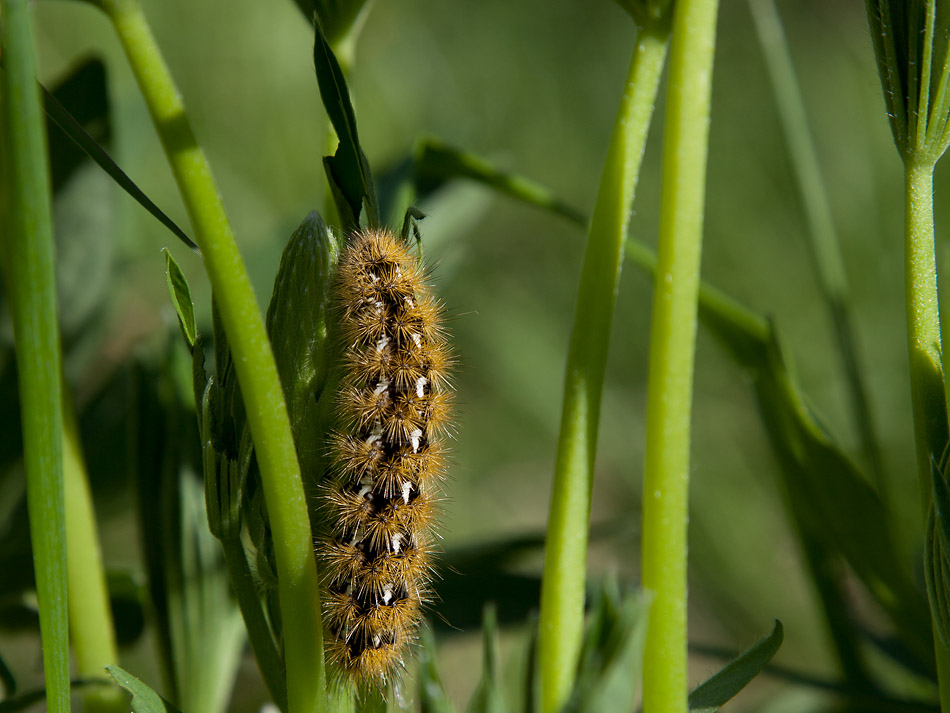
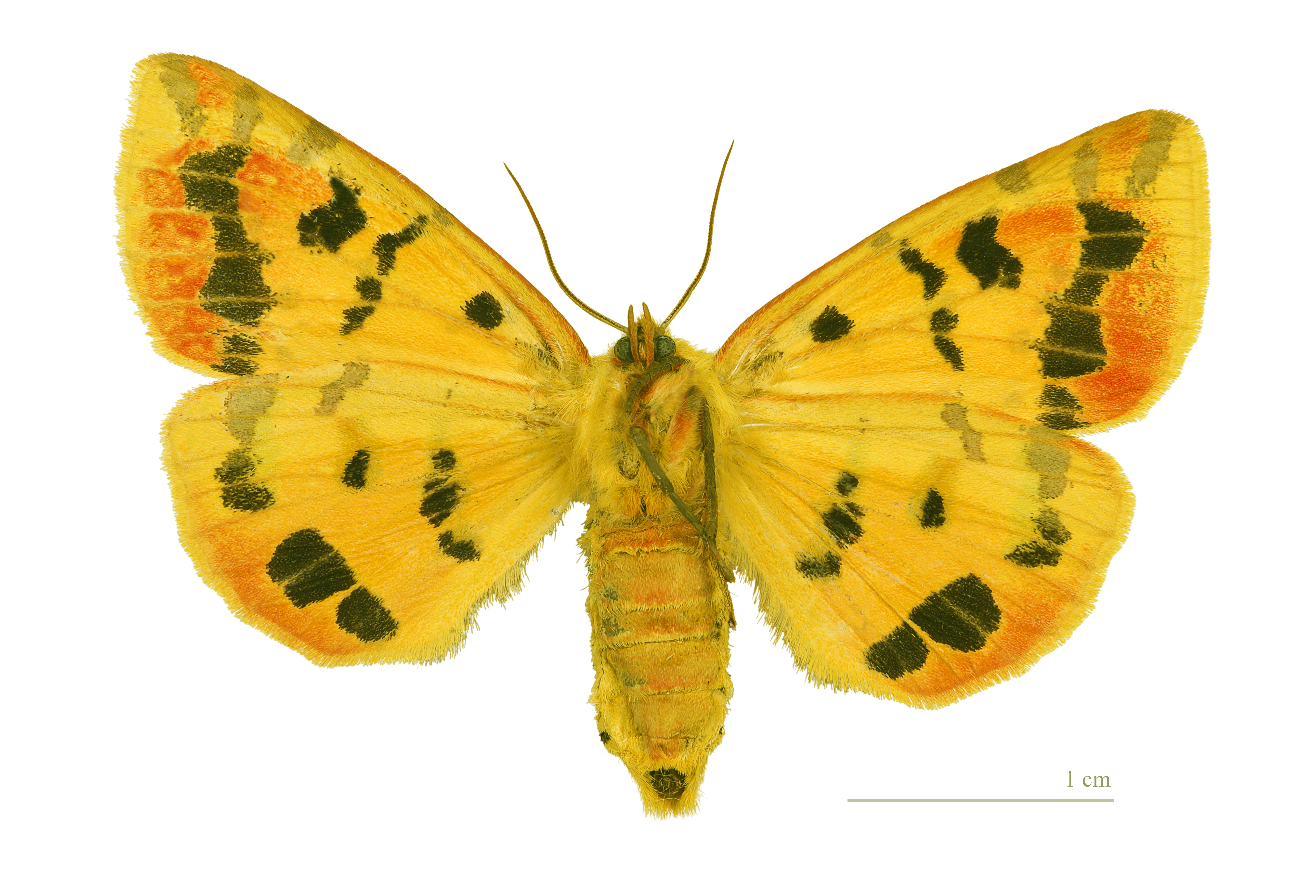